# هامش (تمويل)
هامش (تمويل) هو الضمان الذي يجب على حامل الأداة المالية إيداعه لدى الطرف المقابل (في أغلب الأحيان الوسيط أو البورصة) لتغطية بعض أو كل مخاطر الائتمان التي يمثلها حامل الأداة المالية للطرف المقابل.

## نبذة
يمكن أن ينشأ هذا الخطر إذا قام المالك بأي مما يلي:
- نقود مقترضة من الطرف المقابل لشراء أدوات مالية.
- الأدوات المالية المقترضة لبيعها على المكشوف.
- دخلت في عقد مشتق.

يمكن أن يكون الضمان لحساب الهامش هو النقد المودع في الحساب أو الأوراق المالية المقدمة، ويمثل الأموال المتاحة لصاحب الحساب لمزيد من تداول الأسهم.

## التاريخ
في بورصات العقود الآجلة بالولايات المتحدة، كانت الهوامش تُسمى سابقًا سندات الأداء. تستخدم معظم البورصات اليوم منهجية SPAN («التحليل القياسي للمحفظة للمخاطر»)، التي طورتها بورصة شيكاغو التجارية في عام 1988، لحساب هوامش الخيارات والعقود الآجلة.